# Otočić Drvenik
Otočić Drvenik este o arie protejată (sit de importanță comunitară — SCI) din Croația întinsă pe o suprafață de 27,77 ha, integral marine.

## Localizare
Centrul sitului Otočić Drvenik este situat la coordonatele 43°39′54″N 15°52′59″E / 43.665°N 15.883°E.

## Înființare
Situl Otočić Drvenik a fost declarat sit de importanță comunitară în iulie 2013 pentru a proteja un număr necunoscut de specii din flora spontană și fauna sălbatică aflate în arealul zonei.

## Biodiversitate
Situată în ecoregiunea marină mediteraneană, aria protejată conține 2 habitate naturale: Recifuri, Peșteri marine scufundate complet sau parțial.
La baza desemnării sitului se află un număr nedeclarat de specii protejate.